# Ponnygalopp
Ponnygalopp är galopptävlingar med ponnyer. Banans längd och utformning kan variera, men måste leva upp till de krav som ställs av Svensk Galopp. 

## Kategorier
Loppen delas in i 5 kategorier:
- A, för de minsta ponnyerna med en mankhöjd upp till 107 cm.
- B, för ponnyer upp till 130 cm.
- C med ponnyer upp till 140 cm.
- D med de största ponnyerna som har mankhöjd upp till 148 cm.
- XX, som är Engelska Fullblod (samma mankhöjd som D).

## Stora tävlingar
Det finns ett antal stora tävlingar som anordnas varje år. Dessa tävlingar är Svenskt Mästerskap, Derbyt på Jägersro, Grand Prix på Täby Galopp, Grand National och Skandinaviska mästerskapet som alternerar mellan Sverige, Norge och Danmark (2007 är det Ålborg i Danmark som anordnar Skandinaviskt mästerskap).

## Galoppbanor
- Täby Galopp i Stockholm.
- Jägersro i Malmö.
- Göteborg Galopp
- Strömsholm utanför Västerås.